# Käthe Krauß
Käthe Krauß, właśc. Katharina Anna „Käthe” Krauß (ur. 29 listopada 1906 w Dreźnie, zm. 9 stycznia 1970 w Mannheim) – niemiecka lekkoatletka specjalizująca się w biegach sprinterskich, brązowa medalistka igrzysk olimpijskich w Berlinie w 1936 w biegu na 100 metrów.

## Finały olimpijskie
- Berlin 1936, bieg na 100 metrów – brązowy medal
- Berlin 1936, sztafeta 4 × 100 metrów – dyskwalifikacja

## Inne osiągnięcia
- mistrzyni Niemiec w biegu na 100 m: 1933, 1934, 1935, 1936, 1937, 1938
- mistrzyni Niemiec w biegu na 200 m: 1932, 1934, 1938
- mistrzyni Niemiec w skoku w dal: 1937
- mistrzyni Niemiec w pięcioboju lekkoatletycznym: 1937
- Światowe Igrzyska Kobiet 1934 w Londynie – cztery medale: trzy złote (w biegach na 100 i 200 m oraz w sztafecie 4 × 100 m) oraz brązowy (w rzucie dyskiem)
- Mistrzostwa Europy w Lekkoatletyce 1938 w Wiedniu – trzy medale: złoty (w sztafecie 4 × 100 m) oraz dwa srebrne (w biegach na 100 i 200 m)

## Rekordy życiowe
- bieg na 100 metrów – 11,8 (1935)